# Julinho (ur. 1986)
Júlio César Godinho Catole (ur. 5 sierpnia 1986 w São Paulo) – brazylijski piłkarz występujący na pozycji pomocnika.

## Kariera piłkarska
Od 2006 roku występował w Hermann Aichinger, Metropolitano, Avaí FC, CR Vasco da Gama, Sport Recife, Altamira, Guarani FC, Santa Cruz, Operário i Hokkaido Consadole Sapporo.